# كريس ليميك
كريس ليميك (بالإنجليزية: Kris Lemche)‏ (و. 1978  م) هو ممثل تلفزيوني، وممثل أفلام كندي، ولد في برامبتون.

## وصلات خارجية
- كريس ليميك على موقع IMDb (الإنجليزية)
- كريس ليميك على موقع ميتاكريتيك (الإنجليزية)
- كريس ليميك على موقع روتن توميتوز (الإنجليزية)
- كريس ليميك على موقع ألو سيني (الفرنسية)
- كريس ليميك على موقع أول موفي (الإنجليزية)
- كريس ليميك على موقع قاعدة بيانات الأفلام السويدية (السويدية)
- كريس ليميك على موقع إن إن دي بي (الإنجليزية)
- كريس ليميك على موقع قاعدة بيانات الفيلم (الإنجليزية)
- كريس ليميك على موقع كينوبويسك (الروسية)